# Magnolia guatapensis
Magnolia guatapensis este o specie de plante din genul Magnolia, familia Magnoliaceae. A fost descrisă pentru prima dată de Gustavo Lozano-Contreras, și a primit numele actual de la Rafaël Herman Anna Govaerts. A fost clasificată de IUCN ca specie kritikal nga nagtikapuo. Conform Catalogue of Life specia Magnolia guatapensis nu are subspecii cunoscute.